# Recopa de la AFC 1992-93
La Recopa de la AFC 1992/93 es la tercera edición de este torneo de fútbol a nivel de clubes de Asia organizado por la Confederación Asiática de Fútbol y que contó con la participación de 17 equipos campeones de copa de sus respectivos países.
El Yokohama Marinos de Japón venció en la final al Persépolis Football Club de Irán, para ser el primer equipo en ganar el título en más de una ocasión y el primero en lograrlo de manera consecutiva.

## Primera Ronda
| Equipo 1         | Agr.   | Equipo 2   | Ida | Vuelta |
| ---------------- | ------ | ---------- | --- | ------ |
| Pupuk Kaltim     | (w/o)1 | Sing Tao   |     |        |
| PIA              | (w/o)2 | York       |     |        |
| Quang Nam Danang | (w/o)3 | Balestier  |     |        |
| Al-Arabi         | 1-0    | Al Ahli    | 0-0 | 1-0    |
| Al Ramtha        | 4-7    | Bani Yas   | 3-2 | 1-5    |
| Fanja            | (w/o)4 | Mohammedan |     |        |
| Persépolis       | (w/o)5 | Safa       |     |        |
| Yokohama Marinos | bye    |            |     |        |
| Mohammedan       | bye    |            |     |        |
| Al-Ittihad       | bye    |            |     |        |

1 El Sing Tao abandonó el torneo 

2 ambos clubes abandonaron el torneo 

3 El Balestier abandonó el torneo 

4 El Mohammedan abandonó el torneo 

5 El Safa abandonó el torneo

## Segunda Ronda
| Equipo 1         | Agr. | Equipo 2         | Ida | Vuelta |
| ---------------- | ---- | ---------------- | --- | ------ |
| Pupuk Kaltim     | 2-4  | Yokohama Marinos | 1-1 | 1-3    |
| Al-Arabi         | 1-3  | Al-Ittihad       | 0-1 | 1-2    |
| Persépolis       | 2-0  | Fanja            | 0-0 | 2-0    |
| Quang Nam Danang | bye  |                  |     |        |
| Mohammedan       | bye  |                  |     |        |
| Bani Yas         | bye  |                  |     |        |

## Ronda Intermedia
| Equipo 1   | Agr. | Equipo 2         | Ida | Vuelta |
| ---------- | ---- | ---------------- | --- | ------ |
| Persépolis | 3-2  | Bani Yas         | 2-1 | 1-1    |
| Mohammedan | 1-2  | Quang Nam Danang | 1-1 | 0-1    |

## Semifinales
| Equipo 1         | Agr. | Equipo 2         | Ida | Vuelta |
| ---------------- | ---- | ---------------- | --- | ------ |
| Quang Nam Danang | 1-4  | Yokohama Marinos | 1-1 | 0-3    |
| Persépolis       | 2-1  | Al-Ittihad       | 1-0 | 1-1    |

## Final
| Equipo 1         | Agr. | Equipo 2   | Ida | Vuelta |
| ---------------- | ---- | ---------- | --- | ------ |
| Yokohama Marinos | 2-1  | Persépolis | 1-1 | 1-0    |

## Campeón
| Recopa de la AFC 1992/93   |
| -------------------------- |
| Bandera de Japón           |
| Yokohama Marinos 2º Título |